# 伊姆列斯湖
55°20′41″N 40°10′3″E / 55.34472°N 40.16750°E
伊姆列斯湖（俄语：Имлес），是俄羅斯的湖泊，位於該國西部，由莫斯科州負責管轄，長2.3公里、寬1.2公里，面積3平方公里，該湖泊海拔高度112米，最大水深3米。